# Diadochita
La diadochita o destinezita es un mineral fosfato-sulfato de hierro, por lo tanto de la clase 8 de los minerales fosfatos. Se reserva el término diadochita para la más común variedad amorfa, mientras que se denomina destinezita a la más rara variedad que cristaliza en sistema triclínico.
Identificado originalmente en Bélgica en 1831, se ha encontrado en muchos lugares del mundo. Fue nombrada en 1837 del griego διάδοχος, que se traduce por "sucesor", en alusión a que es un mineral que suele aparecer como secundario.

## Hábito
Encontrado formando nódulos o en costras masivas.
Lustre mate en materiales terrosos, aunque puede tomar lustre céreo a sub-vítreo cuando se encuentra en masas granulares. Color entre amarillo y amarillo-verdoso o marrón, verde brillante, amarillo brillante, amarillo pálido a marrón-amarillento bajo luz transmitida.

## Formación y yacimientos
Es un mineral secundario que se forma en los depósitos de carbón como consecuencia de soluciones enriquecidas en sulfatos con fosfatos anteriores; común en los depósitos de fosfato secundarios en rocas pegmatíticas graníticas. También en depósitos de cuevas o como subproductos posteriores a la actividad minera.
Otros minerales a los que aparece con frecuencia asociado: vivianita, fosfosiderita, melanterita, limonita, leucofosfita, beraunita, etc.